# Daniel Hodge
Daniel Hodge (Curaçao, 23 oktober 1959) is een Curaçaos bankier en politicus. Hij was de derde minister-president van Curaçao. 
Het zakenkabinet-Hodge werd geformeerd door de advocaat Glenn Camelia om de financiën van het land te saneren. Dat gaf de winnaar van de vervroegde verkiezingen, Helmin Wiels, tijd om te onderhandelen over een toekomstige regering. Het kabinet werd op 31 december 2012 beëdigd door waarnemend gouverneur Van der Pluijm-Vrede. Hodge volgde Stanley Betrian op als premier en was tevens minister van Justitie. 
Het kabinet-Hodge telde een aantal deskundigen op de terreinen die ze gingen beheren. Zo werd de directeur van de inspectie van volksgezondheid minister op dat departement en de inspecteur-generaal van onderwijs kreeg dat departement onder zijn beheer. De onder Schotte uit de hand gelopen financiën hadden geleid tot een aanwijzing uit Den Haag, en Hodge c.s. moesten ingrijpende maatregelen treffen. Zo werd de btw op dagelijkse levensbenodigdheden verhoogd van 6 naar 9% en werd de pensioengerechtigde leeftijd verhoogd van 60 naar 65 jaar.
Het was de bedoeling dat zijn zakenkabinet na drie tot zes maanden zou plaatsmaken voor een politiek kabinet. Op 27 maart 2013, toen hij zijn begroting door de Staten had geloodsd,  diende Hodge het ontslag van zijn kabinet in bij de gouverneur. Daarna bleef hij nog twee maanden demissionair premier.
Hodge werd op 25 juni 2013 gekozen als de nieuwe leider van de PAR, waarmee hij Emily de Jongh-Elhage verving als partijleider, die in december 2012 opstapte.
Hodge is tevens directeur van de Curaçaose Postspaarbank.
Gerrit Schotte · 
Stanley Betrian · 
Daniel Hodge · 
Ivar Asjes · 
Ben Whiteman · 
Hensley Koeiman · 
Gilmar Pisas ·
Eugene Rhuggenaath ·
Gilmar Pisas